# 二列瓦理棕
二列瓦理棕（学名：Wallichia disticha）为棕榈科瓦理棕属下的一个种。